# الزیتونه، حماة
الزیتونه (به عربی: الزیتونة) یک روستا در سوریه است که در ناحیه وادی العیون واقع شده‌است. الزیتونه ۳۰۴ نفر جمعیت دارد.